# Club Sociedad Deportiva El Cuartel
El Club Sociedad Deportiva El Cuartel  es un equipo de fútbol profesional de Cuenca, Provincia de Azuay, Ecuador. Fue fundado el 1 de enero de 1995. Actualmente juega en la Segunda Categoría de Ecuador.
Está afiliado a la Asociación de Fútbol Profesional del Azuay.

## Historia
Este club ha participado en varios campeonatos nacionales como internacionales coronando en varios. Este equipo solo una vez ha logrado avanzar al campeonato zonal en la sub-15 con los jóvenes. Nacidos en el año 1998 en el cual no lograron llegar a más. El mismo club organiza campeonatos de fútbol infantojuvenil que se llevan desarrollando 21 años en la ciudad de Cuenca.